# Symplectoscyphus howensis
Symplectoscyphus howensis is een hydroïdpoliep uit de familie Sertulariidae. De poliep komt uit het geslacht Symplectoscyphus. Symplectoscyphus howensis werd in 2003 voor het eerst wetenschappelijk beschreven door Vervoort & Watson. 